# La Kermesse des aigles
Pour plus de détails, voir Fiche technique et Distribution.
La Kermesse des Aigles (The Great Waldo Pepper) est un film américain réalisé par George Roy Hill, sorti en 1975.

## Synopsis
Dans les années 1920, aux États-Unis, la vie de pilotes, anciens « héros de la grande guerre », et leurs diverses et difficiles reconversion professionnelles.
Après la Première Guerre mondiale, l'aviateur Waldo Pepper (Robert Redford) gagne sa vie et satisfait sa passion pour le pilotage en donnant des spectacles aériens et des baptêmes de l'air aux citoyens de petites villes américaines. Il demeure secrètement blessé de n'être jamais devenu un grand as, ayant passé un long temps comme instructeur dans une école de pilotage. Par dépit, il prétend, durant ses spectacles, avoir survécu à un affrontement contre l'as allemand Ernst Kessler qui l'aurait chevaleresquement épargné en constatant que ses mitrailleuses s'étaient enrayées. En fait, Waldo s'approprie là l'histoire d'un autre pilote américain qui fut ultérieurement tué au combat. Il perd sa notoriété locale et son estime envers lui-même le jour où un autre pilote survivant de la Grande Guerre, Axel (Bo Svenson), révèle la vérité à son amie.
Mais les jours sont comptés pour ces pilotes trop hardis qui présentent des spectacles acrobatiques basés sur le danger qui attire et fait frissonner les foules. Des hommes d'affaires veulent exploiter commercialement l'aviation et, pour eux, l'avion doit être présenté au public comme un moyen de transport pratique et sûr. Le drame survient lorsqu'un ingénieur, ami de Pepper, se tue lors d'un spectacle. Privé de sa licence de pilote, Waldo Pepper devient cascadeur pour le cinéma à Hollywood. Il y gagne honnêtement sa vie et a fini par oublier ses déboires quand son passé le rattrape sous la forme d'Ernst Kessler, venu participer au tournage d'un film de guerre dans lequel le fameux combat auquel Waldo n'a jamais participé va être reconstitué. Waldo se substitue au cascadeur retenu pour le tournage et décide d'affronter véritablement Kessler dans les airs en heurtant son appareil avec le sien, puisque leurs mitrailleuses sont chargées à blanc pour la scène. Kessler accepte le duel qui s'achève, comme le combat véritable de 14-18, sans vainqueur ni vaincu par un mutuel salut militaire alors que les deux avions très endommagés risquent de s' écraser à l' atterrissage.

## Fiche technique
- Titre français : La Kermesse des aigles
- Titre original : The Great Waldo Pepper
- Pays de production :  États-Unis
- Langue : anglais
- Durée : 1 heure 47 minutes
- Couleur : couleur
- Rapport de forme : 2.35:1
- Scénario : William Goldman, d'après un sujet de George Roy Hill
- Producteur : George Roy Hill
- Producteur associé : Robert L. Crawford
- Distribution : Universal
- Images : Robert Surtees
- Directeur de production : Lloyd Anderson
- Directeur artisque : Henry Bumstead
- Décors : James Payne
- Son : Bob Miller et Ronald Pierce
- Montage : William Reynold
- Costumes : Edith Head
- Supervision des séquences aériennes : Franck Tallman
- Casting : Marion Dougherties Associates
- Générique et effets optiques : Universal Title
- Assistant réalisateur : Ray Gosnell et Jerry Ballew
- Musique : Henry Mancini
- Dates de sortie :
  - États-Unis : 13 mars 1975
  - France : 10 septembre 1975
- Affiches : Bill Gold (États-Unis), Jacques Vaissier (France)

## Distribution
- Robert Redford (VF : Bernard Murat) : Waldo Pepper
- Bo Svenson (VF : Jacques Balutin) : Axel Olsson
- Bo Brundin (VF : Jean Topart) : Ernst Kessler
- Susan Sarandon (VF : Évelyn Séléna) : Mary Beth
- Geoffrey Lewis (VF : Jean-Claude Michel) : Newt (Newton en VF)
- Edward Herrmann (VF : Francis Lax) : Ezra Stiles
- Philip Bruns (VF : Jacques Dynam) : Dillhoefer
- Roderick Cook (en) (VF : Jean Lagache) : Werfel
- Kelly Jean Peters (VF : Sylvie Feit) : Patsy
- Margot Kidder (VF : Monique Thierry) : Maude
- Scott Newman (VF : Daniel Gall) : Duke
- James S. Appleby (VF : Serge Sauvion) : Ace
- Patrick W. Henderson Jr : Scooter
- James Harrell (VF : René Bériard) : le fermier
- Elma Aicklen (VF : Paula Dehelly) : la fermière
- Deborah Knapp : la fille des fermiers
- John A. Zee (VF : Louis Arbessier) : le 1er cinéaste
- John Reilly (en) (VF : Pierre Hatet) : le cowboy du film
- Jack Manning (VF : René Arrieu) : le 2d cinéaste